# Izumiya Ichibei
Izumiya Ichibei (japanisch 和泉屋市兵衛, いずみや いちべえ; aktiv von circa 1686 bis 1886 in Edo; in der Literatur auch Izumiya Ichibē oder Izumiya Ichibee) war ein japanischer Verlag (地本問屋, Jihon-doiya oder Jihon-donya) für Farbholzschnitte (錦絵, nishiki-e) und Unterhaltungsliteratur. Es wurde über acht Generationen von gleichnamigen Verlegern Izumiya Ichibei I. bis Izumiya Ichibei VIII. geführt. Der Verlag firmierte auch unter den Namen Sen'ichi-han (泉市版), Kansendō (甘泉堂) und Yamanaka Ichibei (山中市兵衛). Izumiya Ichibei zählte im späten 18. bis frühen 19. Jahrhundert gemeinsam mit Kōshodō (耕書堂, Tsutaya Jūzaburō), Senkakudō (仙鶴堂, Tsuruya Kiemon) und Senshōdō (千鐘堂, Suharaya Mohei) zu den „Großen Vier der Edo-Zeit“ unter den Verlagen (版元, hanmoto) der Stadt Edo.

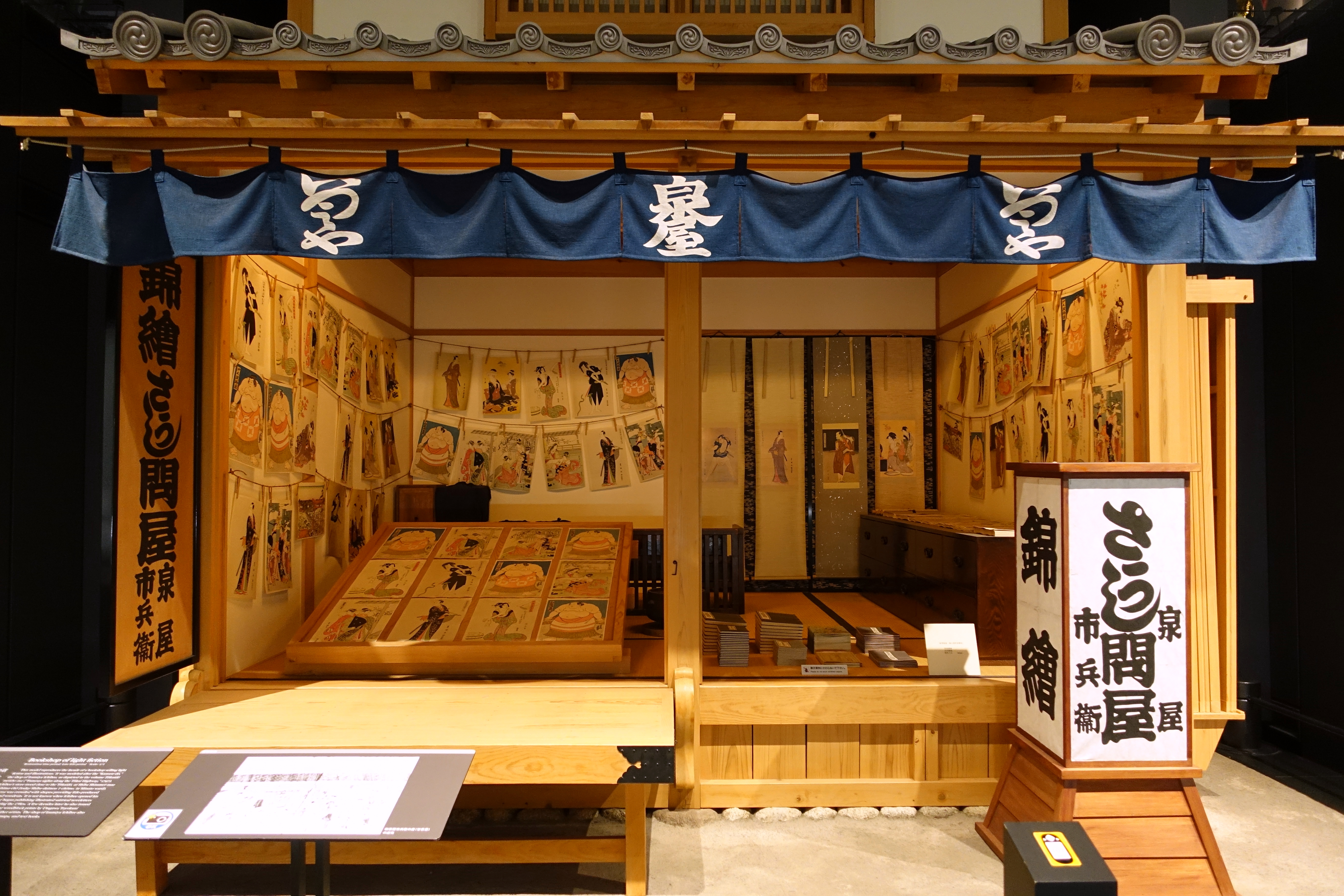
Buchhandlung für Unterhaltungsliteratur und Ukiyo-e, nachgebaut nach dem Vorbild des Kansendō von Izumiya Ichibei, um 1797, Edo-Tokyo Museum, Sumida, Tōkyō, Japan

## Geschichte
Anfangs veröffentlichte der Verlag hauptsächlich buddhistische Schriften. Etwa ab 1781 publizierte er zahlreiche Werke von in Shiba (heute Minato, Tōkyō) ansässigen Autoren. Dort war auch das erste Geschäft.
Besonders Izumiya Ichibei IV. († 1823) war für seine Tatkraft und Geradlinigkeit bekannt: Er setzte ab 1788 die erfolgreiche Neuausrichtung des Betriebs um, weg vom traditionellen Shomotsu-donya (書物問屋, Buchladen für religiöse und klassische Literatur) hin zum Jihon-donya (Buchladen für populäre und illustrierte Literatur sowie Ukiyo-e).
Bereits bei der Gründung der Buchhändlervereinigung für Jihon im Oktober 1790 zählte Izumiya Ichibei zu den Mitgliedern. Izumiya Ichibei IV. förderte Autoren humorvoller Literatur (戯作者, Gesakusha), Ukiyo-e-Künstler und Holzschneider aus seiner Heimat oder aus der Gegend von Shiba. Ab circa 1800 hatte er außerdem mit der Einführung von sogenannten Omocha-e (おもちゃ絵) – speziellen Ukiyo-e-Drucken zum Ausschneiden und Spielen – einen riesigen Publikumserfolg.
Mit der in den Jahren 1794–1796 veröffentlichten Serie großformatiger Farbholzschnitte unter dem Titel Yakusha butai no sugatae (役者舞台之姿絵, „Darstellungen von Schauspielern auf der Bühne“) etablierte er Utagawa Toyokuni als führenden Künstler für Schauspielerporträts (役者絵, yakusha-e).

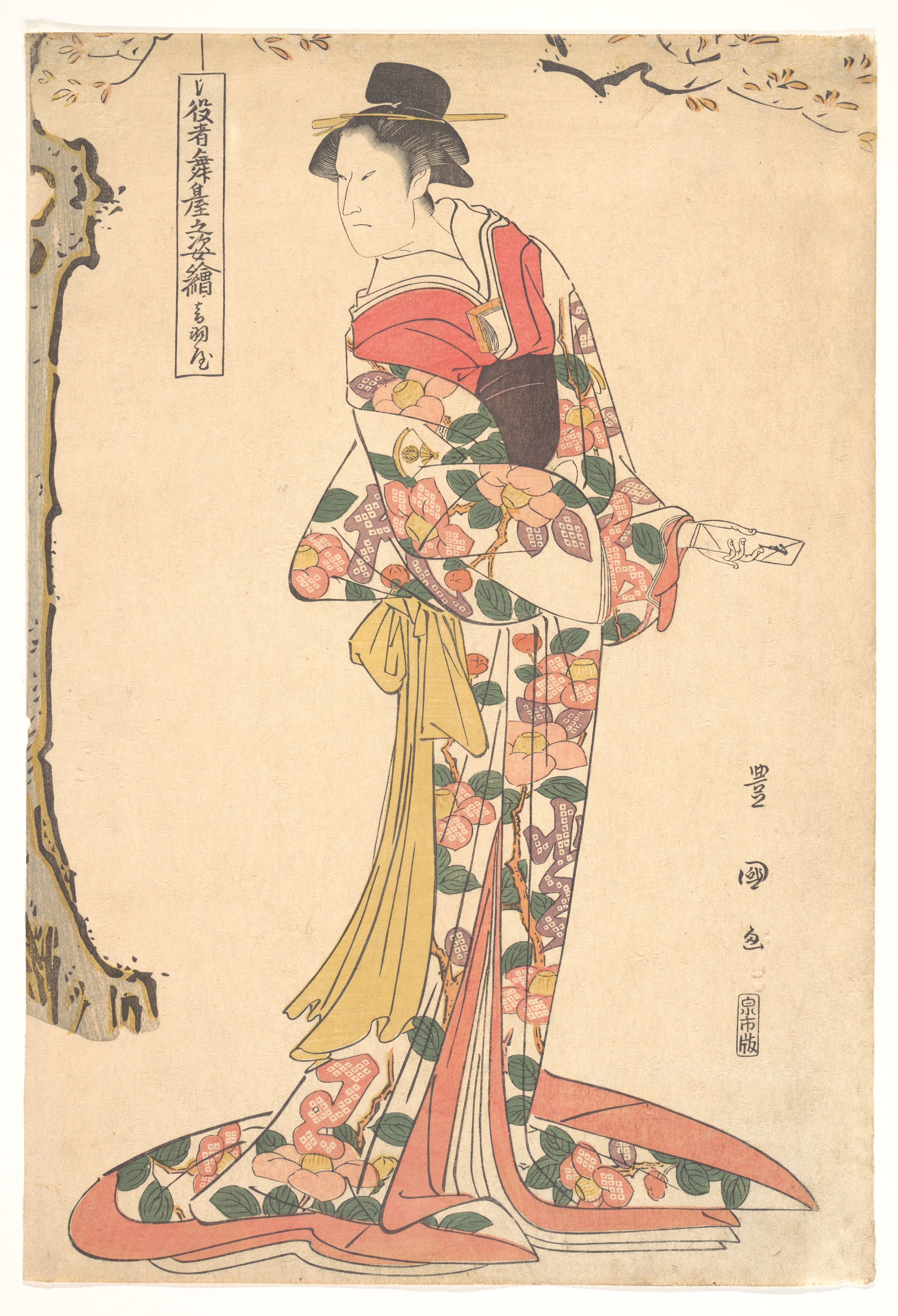
Utagawa Toyokuni: Schauspieler Onoe Matsusuke I. in der Rolle als Dame Iwafuji aus der Serie Yakusha butai no sugata-e, 1795 (publiziert von Izumiya Ichibei)

Zudem veröffentlichte er Farbholzschnitte und Bilderbücher von Künstlern wie Katsukawa Shunchō, Kitagawa Utamaro, Hosoda Eishi, Utagawa Toyokuni II., Utagawa Kunisada, Keisai Eisen, Utagawa Hiroshige, Utagawa Kuniyoshi und Kawanabe Kyōsai.
In Akisato Ritōs Werk Tōkaidō Meisho Zue (東海道名所図会, „Illustrierte Sammlung berühmter Orte der Tōkai-Straße“), das im Jahr 1797 veröffentlicht wurde, ist die Buchhandlung von Izumiya Ichibei dargestellt (Bd. 6, S. 74–75). Es handelt sich um eine doppelseitige Illustration von Kitao Masayoshi, welche die bekannten Buchläden der Verleger Masuya (links) und Izumiya Ichibei (rechts) im Viertel Shiba Shimmeimae zeigt. An der gesamten Wand hängen Farbholzschnitte (錦絵, Nishiki-e), auf den Regalen sind illustrierte Bücher aufgereiht. Im Hintergrund lässt sich das Werk Godaime Ichikawa Danjūrō no Shibaraku (五代目市川団十郎の暫, „Ichikawa Danjūrō V. in einer Shibaraku-Rolle“) von Katsukawa Shunkō identifizieren.
In der Meiji-Zeit wurde das Geschäft unter dem Namen Yamanaka Ichibei weitergeführt. In dieser Zeit wurden Werke von Utagawa Hiroshige III., Ichikawa Kansai und Utagawa Kuniteru II. veröffentlicht.
Als offizieller Verlag des Tokugawa-Shogunats (御用御書物所, Goyō goshomotsu-dokoro) veröffentlichte Izumiya Ichibei amtliche Druckwerke. Bis zur Auflösung des Dokumentenbüros des Obersten Staatsrats (太政官正院文書局, Daijōkan seiin monjokyoku) im Jahr 1877 gab er gemeinsam mit Suharaya Mohei die damalige Regierungszeitung Daijōkan-Nisshi (太政官日誌) heraus.

## Herausgegebene Werke (Auswahl)
- Shibayama kaikō (芝山会稿, „Gesammelte Schriften der Shibayama-Versammlung“) von Ōtakasaka Shizan, 1697
- Fūryū nana Komachi (風流七小町, „Die sieben eleganten Komachi“ [Frauen]) von Chōbunsai Eishi – Serie von Ōban, Soroimono mit 7 Teilen, 1788
- Ehon sakae iegusa (絵本栄家種, „Bilderbuch der ehrenvollen Geschlechter“) von Katsukawa Shunchō, Ehon, 1790
- Yakusha butai no sugata-e (役者舞台之姿絵, „Darstellungen von Schauspielern auf der Bühne“) von Utagawa Toyokuni – Serie von Ōban, Soroimono mit 47 Teilen, 1794–1796
- Fūryū nana Komachi ryakusugata-e (風流七小町略姿絵, „Elegante Szenenbilder der sieben Komachi“ [Frauen]) von Utagawa Toyokuni – Serie von Ōban, Soroimono, 1795
- Fūryū bijin tokei (風流美人時計, „Die zwölf Stunden der Schönheit“) von Kitagawa Utamaro – Serie von Ōban, Soroimono mit 12 Teilen, ca. 1801
- Ehon jisei shō (絵本時世粧, „Bilderbuch der zeitgenössischen Mode“) von Utagawa Toyokuni, Ehon, 1802
- Bien senjokō (美艶仙女香, „Duft der schönen, bezaubernden Unsterblichen“) von Keisai Eisen – Serie von Ōban, Soroimono, 1820–1822
- Fūryū Azuma sugata jūnishi (風流東姿十二支, „Die zwölf Tierkreiszeichen in Gestalt östlicher Schönheiten“) vom Utagawa Toyokuni II. – Serie von Ōban, Soroimono mit 12 Teilen, circa 1829–1834
- Chūshingura (忠臣蔵, „Die Geschichte der 47 Rōnin“) von Utagawa Hiroshige – Chūban yoko-e, Soroimono mit 16 Teilen, circa 1830
- Edo meisho (江戸名所, „Berühmte Ansichten von Edo“) von Utagawa Hiroshige – Serie von Ōban yoko-e, Soroimono mit mehreren Teilen und mit verschiedenen Verlegern, 1832–1842
- Yokohama Honchō no zu (横浜本町之図, „Darstellung von Honchō in Yokohama“) von Utagawa Kuniyoshi –  Ōban-Triptychon, 1860
- Kaika mondō (開化問答, „Dialoge über die Zivilisation“, 2 Bände) von Ogawa Tameji (Text) Kawanabe Kyōsai (Illustrationen) – 1874–1875
- Kokkei kyōga sugoroku (滑稽狂画双六, „Lustiges Karikaturen-Sugoroku-Spiel“) von Kawanabe Kyōsai – Sugoroku-Spielbrett, 1862
- Yamanashi-ken Kōfu kangyōba no zu (山梨県甲府勧業場之図, „Ansicht des Gewerbezentrums in Kōfu, Präfektur Yamanashi“) vom Utagawa Kuniteru II. – Ōban-Pentaptychon, 1874Kawanabe Kyōsai, Sugoroku-Spielbrett, 1862 (publiziert durch Izumiya Ichibei)

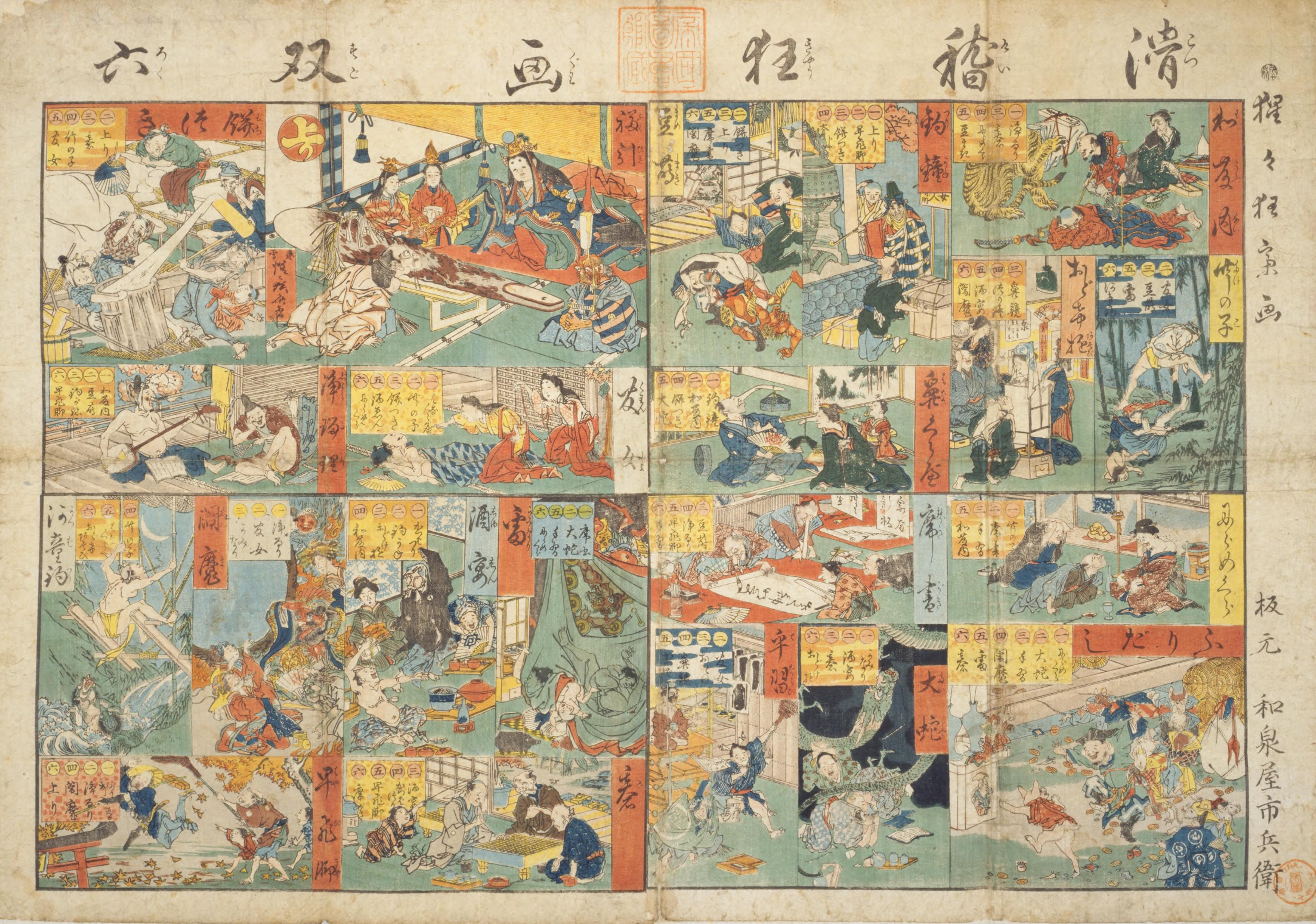
Kawanabe Kyōsai, Sugoroku-Spielbrett, 1862 (publiziert durch Izumiya Ichibei)

- Tōkyō meisho Kabutochō kome shōkaisho Yoroi Inari sairei no shinzū (東京名所兜町米商会所鎧稲荷祭礼之真図, „Berühmte Ansichten Tōkyōs – Wahrheitsgetreue Darstellung des Yoroi-Inari-Fests am Reishandelsplatz in Kabutochōs“) vom Utagawa Hiroshige III. – Ōban-Triptychon, 1878
- Kagoshima senki Sadowara rakujō no zu (鹿児島戦記佐土原落城ノ図, „Szene vom Fall der Burg Sadowara aus der Kriegschronik von Kagoshima“) von Ichikawa Kansai – Ōban-Triptychon, 1882